# Rumenye, Rumenye!
Rumenye, Rumenye! este un film românesc din 2006 regizat de Radu Gabrea. Rolurile principale au fost interpretate de actorii Elisabeth Schwartz.

## Distribuție
Distribuția filmului este alcătuită din:
- Elisabeth Schwartz